# 萊灰蝶屬
萊灰蝶屬（學名：Remelana）是灰蝶科線灰蝶亞科萊灰蝶族中的一個屬。共有2個物種，分佈於東洋界。

## 物種
- 大衞萊灰蝶 Remelana davisi
- 萊灰蝶 Remelana jangala